# Sparganothina alta
Espèce
Sparganothina alta est une espèce de papillons de nuit de la famille des Tortricidae.

## Répartition et habitat
Sparganothina alta est décrite du Durango, au Mexique.

## Taxinomie
L'espèce Sparganothina alta est décrite par Bernard Landry en 2001.